# Campionati del mondo di atletica leggera indoor 2012 - 400 metri piani femminili
I 400 m piani si sono tenuti il 9 e il 10 marzo 2012. Si sono qualificate 31 atlete.

## Risultati

### Batterie
Vanno in semifinale le prime 2 più i 6 migliori tempi.
| Pos | Batt | Nome                     | Nazione                              | Tempo   | Note    |
| --- | ---- | ------------------------ | ------------------------------------ | ------- | ------- |
| 1   | 2    | Nataliya Pyhyda          | Ucraina (bandiera)                   | 52.02   | Q, SB   |
| 2   | 3    | Sanya Richards-Ross      | Stati Uniti (bandiera)               | 52.81   | Q       |
| 3   | 1    | Denisa Rosolová          | Rep. Ceca (bandiera)                 | 52.95   | Q       |
| 4   | 1    | Vania Stambolova         | Bulgaria (bandiera)                  | 52.97   | Q       |
| 5   | 2    | Patricia Hall            | Giamaica (bandiera)                  | 52.99   | Q       |
| 6   | 6    | Shana Cox                | Regno Unito (bandiera)               | 53.24   | Q       |
| 7   | 4    | Aleksandra Fedoriva      | Russia (bandiera)                    | 53.26   | Q       |
| 8   | 4    | Dominique Blake          | Giamaica (bandiera)                  | 53.39   | Q       |
| 9   | 4    | Muizat Ajoke Odumosu     | Nigeria (bandiera)                   | 53.47   | q       |
| 10  | 2    | Meliz Redif              | Turchia (bandiera)                   | 53.55   | q       |
| 11  | 3    | Nadine Okyere            | Regno Unito (bandiera)               | 53.56   | Q       |
| 12  | 6    | Irina Davydova           | Russia (bandiera)                    | 53.58   | Q       |
| 13  | 5    | Natasha Hastings         | Stati Uniti (bandiera)               | 53.64   | Q       |
| 14  | 1    | Maria Enrica Spacca      | Italia (bandiera)                    | 53.74   | q       |
| 14  | 3    | Tiandra Ponteen          | Saint Kitts e Nevis (bandiera)       | 53.74   | q       |
| 16  | 5    | Moa Hjelmer              | Svezia (bandiera)                    | 54.01   | Q       |
| DQ  | 3    | Bimbo Miel Ayedou        | Benin (bandiera)                     | 54.44   | q, NR † |
| 17  | 5    | Aliann Pompey            | Guyana (bandiera)                    | 54.63   | q       |
| 18  | 6    | Ambwene Simukonda        | Malawi (bandiera)                    | 55.51   |         |
| 19  | 6    | Kineke Alexander         | Saint Vincent e Grenadine (bandiera) | 55.88   |         |
| 20  | 2    | Amaliya Sharoyan         | Armenia (bandiera)                   | 56.41   |         |
| 21  | 1    | Déborah Rodríguez        | Uruguay (bandiera)                   | 57.08   |         |
| 22  | 4    | Natacha Ngoye            |                                      | 58.21   |         |
| 23  | 1    | Sharon Kwarula           | Papua Nuova Guinea (bandiera)        | 59.56   |         |
| 24  | 5    | Graciela Martins         | Guinea-Bissau (bandiera)             | 59.83   |         |
| 25  | 2    | Danielle Alakija         | Figi (bandiera)                      | 1:00.00 |         |
| 26  | 5    | Vladislava Ovcharenko    | Tagikistan (bandiera)                | 1:00.33 | NR      |
| 27  | 6    | Gaiane Ustiane           | Georgia (bandiera)                   | 1:01.38 |         |
| 28  | 6    | Maziah Mahusin           | Brunei (bandiera)                    | 1:03.69 | NR      |
| 29  | 2    | Amy Atkinson             | Guam (bandiera)                      | 1:05.99 | NR      |
| DSQ | 3    | Geisa Aparecida Coutinho | Brasile (bandiera)                   | DQ      | [ 1 ]   |
| DSQ | 4    | Munguntuya Batgerel      | Mongolia (bandiera)                  | DQ      | [ 1 ]   |

### Semifinali
| Pos | Batt | Nome                 | Nazione                        | Time  | Note  |
| --- | ---- | -------------------- | ------------------------------ | ----- | ----- |
| 1   | 3    | Sanya Richards-Ross  | Stati Uniti (bandiera)         | 50.99 | Q     |
| 2   | 3    | Aleksandra Fedoriva  | Russia (bandiera)              | 51.79 | Q     |
| 3   | 1    | Natasha Hastings     | Stati Uniti (bandiera)         | 51.87 | Q     |
| 4   | 1    | Vania Stambolova     | Bulgaria (bandiera)            | 51.87 | Q     |
| 5   | 1    | Nataliya Pyhyda      | Ucraina (bandiera)             | 51.98 | SB    |
| 6   | 1    | Moa Hjelmer          | Svezia (bandiera)              | 52.29 | NR    |
| 7   | 2    | Shana Cox            | Regno Unito (bandiera)         | 52.69 | Q     |
| 8   | 2    | Denisa Rosolová      | Rep. Ceca (bandiera)           | 52.78 | Q     |
| 9   | 2    | Dominique Blake      | Giamaica (bandiera)            | 53.00 |       |
| 10  | 2    | Irina Davydova       | Russia (bandiera)              | 53.02 |       |
| 11  | 3    | Patricia Hall        | Giamaica (bandiera)            | 53.21 |       |
| 12  | 3    | Nadine Okyere        | Regno Unito (bandiera)         | 53.66 |       |
| 13  | 2    | Maria Enrica Spacca  | Italia (bandiera)              | 53.71 |       |
| 14  | 1    | Muizat Ajoke Odumosu | Nigeria (bandiera)             | 54.06 |       |
| DQ  | 3    | Bimbo Miel Ayedou    | Benin (bandiera)               | 54.26 | NR, † |
| 15  | 3    | Meliz Redif          | Turchia (bandiera)             | 54.48 |       |
|     | 1    | Aliann Pompey        | Guyana (bandiera)              | DNF   |       |
|     | 2    | Tiandra Ponteen      | Saint Kitts e Nevis (bandiera) | DNF   |       |

- † = Bimbo Miel Ayedou's sample later tested positive for banned substances and she was disqualified.[2]

### Finale
| Rank | Name                | Nationality            | Time  | Notes |
| ---- | ------------------- | ---------------------- | ----- | ----- |
| 1    | Sanya Richards-Ross | Stati Uniti (bandiera) | 50.79 |       |
| 2    | Aleksandra Fedoriva | Russia (bandiera)      | 51.76 |       |
| 3    | Natasha Hastings    | Stati Uniti (bandiera) | 51.82 |       |
| 4    | Vania Stambolova    | Bulgaria (bandiera)    | 51.99 |       |
| 5    | Shana Cox           | Regno Unito (bandiera) | 52.13 | PB    |
| 6    | Denisa Rosolová     | Rep. Ceca (bandiera)   | 52.48 |       |